# 신단천역
신단천역(新端川驛)은 조선민주주의인민공화국 함경남도 단천시 룡연리에 위치한 평라선의 역이다. 여객과 화물을 모두 취급한다.

## 연혁
- 1927년 12월 1일: 함경선 군선 - 단천 간 개통과 함께 용강역(龍崗驛)으로 영업 개시[2]
- 일자 불명: 신단천역으로 개칭
- 일자 불명: 평라선으로 편입